# Christian Detlev von Reventlow (1671–1738)

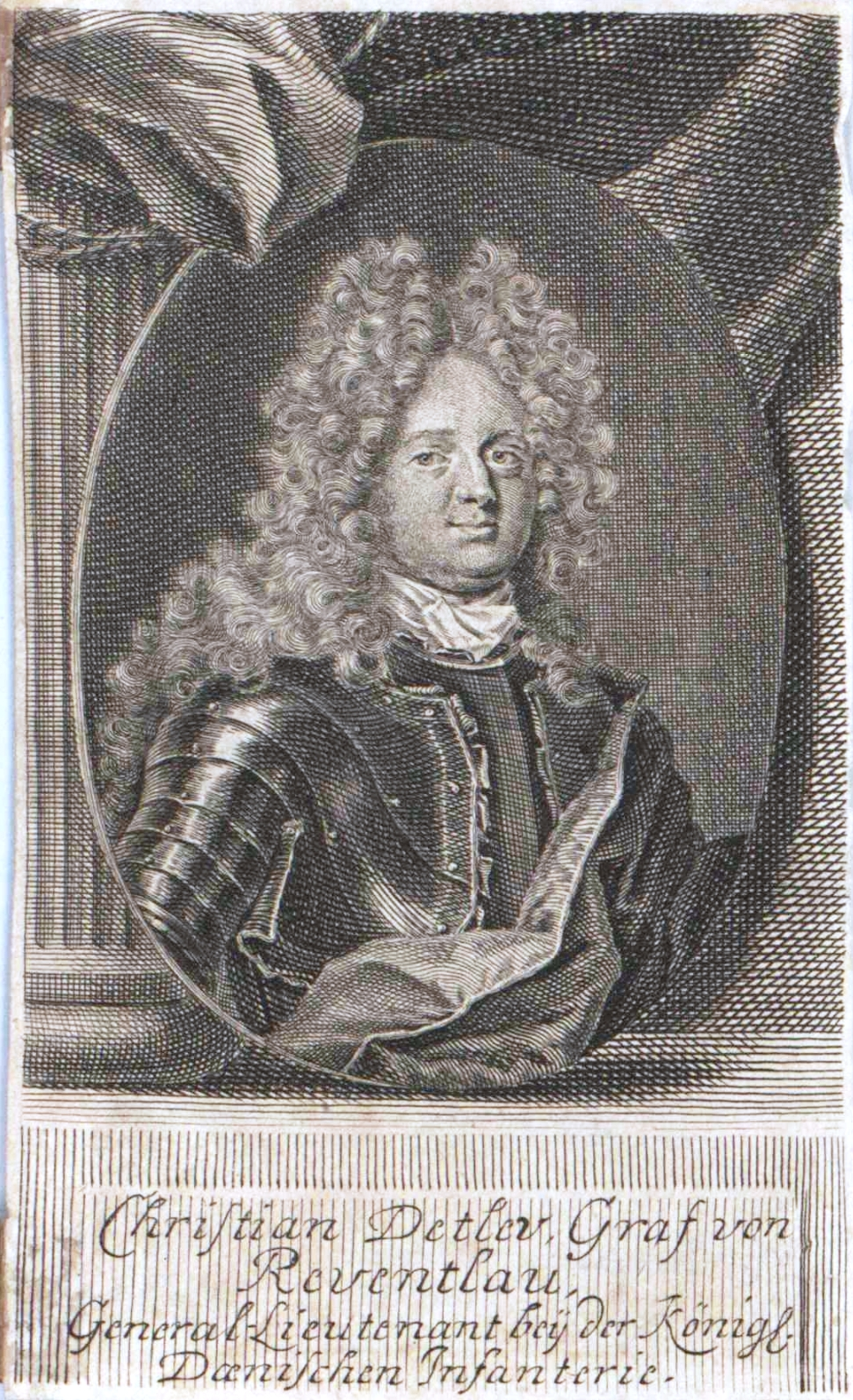
Christian Detlev von Reventlow

Lehnsgraf Christian Detlev Graf von Reventlow (* 21. oder 26. Juni 1671 in Hadersleben (Nordschleswig); † 1. Oktober 1738 in Tølløse auf der Insel Seeland) war dänischer und kaiserlicher General und später königlicher Präsident in der Stadt Altona.

## Biographische Daten
Die Reventlows waren ein weit verzweigtes holsteinisch-schleswigsches Uradelsgeschlecht (1223 erstmals erwähnt), das 1673 in den dänischen Grafenstand erhoben wurde. Christian Detlev war ein Sohn des dänischen Großkanzlers Conrad von Reventlow aus dessen erster Ehe mit Anna Margarete von Gabel (1651–1678), Tochter des Statthalters Christoffer von Gabel. Durch die Heirat seiner Halbschwester Anna Sophie wurde er 1712 zum Schwager des absolutistischen Königs Friedrich IV. von Dänemark.
Wie es für viele Adlige typisch war, widmete er sich zunächst dem Kriegshandwerk (insbesondere während der militärischen Auseinandersetzungen mit Schweden). Er errichtete 1694 ein Regiment, mit dem er in kaiserliche Dienste ging. und kämpfte damit im Spanischen Erbfolgekrieg. Seit 1702 kommandierte er ein dänisches Hilfskorps in Italien, trat dann zeitweise als Feldmarschallleutnant in die österreichische Armee ein und kommandierte in Abwesenheit von Eugen von Savoyen die Kaiserlichen in Italien. In der Schlacht von Cassano wurde er verwundet. Im Jahr 1706 erlitt er als Befehlshaber der Kaiserlichen in der Schlacht bei Calcinato eine schwere Niederlage. Im Jahr 1709 nahm er im Rang eines Generalfeldzeugmeisters seinen Abschied von der österreichischen Armee und kehrte in seine Heimat zurück. 1709 führte er die dänischen Truppen in Schonen als General-Lieutenant der Königlich-Dänischen Infanterie an. Danach wurde er Amtmann in seiner Geburtsstadt Hadersleben (dänisch Haderslev); dabei stellte er sich als tüchtiger Verwaltungsfachmann dar. Deshalb ernannte ihn der König am 16. März 1713 zum Oberpräsidenten der Stadt Altona. Diese Funktion hielt Reventlow bis 1732 inne; dann gab er das Amt auf und verließ die holsteinische Stadt, weil die Unzufriedenheit der Bevölkerung mit seinem autokratischen Führungsstil zunahm und sein königlicher Schwager († 1730) keine schützende Hand mehr über ihn halten konnte.
1738 starb Reventlow auf Seeland (dänisch Sjælland).

### Familie
Seit 1700 war er mit Benedikta Margarethe von Brockdorff (1678–1739) verheiratet. Sie war die jüngste Tochter von Cay Bertram von Brockdorff auf Kletkamp aus dessen zweiter Ehe mit Hedwig Ranzau und Halbschwester von Cay Lorenz von Brockdorff. Das Paar hatte elf Kinder, darunter:
- Conrad Detlev (* 23. Juli 1704; † 24. Juli 1750)
- Christian Detlev (* 10. März 1710; † 30. März 1775)
- Christina Irmengardis (* 2. Mai 1711; † 6. Oktober 1779); sie heiratete 1730 Herzog Friedrich Karl von Schleswig-Holstein-Sonderburg-Plön

## „Neugründer Altonas“

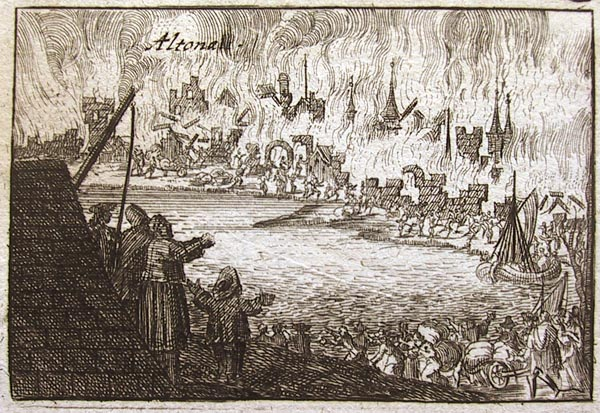
„Schwedenbrand“ (1713)

Altona, 1664 als Konkurrentin des benachbarten Hamburg zur Stadt erhoben, war bis 1710 auf 12.000 Einwohner angewachsen, aber diese Rolle war durch zwei Katastrophen stark gefährdet: am 2. November 1711 hatte ein Schadensfeuer etwa 270 Wohnungen zerstört, wodurch rund 1.350 Menschen obdachlos wurden – und davon hatte sich Altona noch nicht erholt, als am 8./9. Januar 1713 der schwedische General Magnus Stenbock die unbefestigte Stadt planmäßig niederbrennen ließ, nachdem ihre Stadtväter Verhandlungen über die von ihm geforderte Summe (50.000 Reichstaler) immer wieder in die Länge gezogen hatten. Nach diesem „Schwedenbrand“ waren nur noch etwa 200 Häuser und Buden unversehrt, dazu grassierte die Pest und ein großer Teil der Bewohner hatte die Stadt verlassen.

Das Rathaus von 1721
(zerstört 1943)

In dieser Situation kam Reventlow, ausgestattet mit zwei weitreichenden königlichen Privilegien vom 18. März 1713 und zuständig auch für die benachbarten pinnebergischen Gemeinden Ottensen und Neumühlen, in „Hamburgs schöne Schwester“ Altona, um deren Wiederaufbau zu organisieren. Als erstes berief er einen Stadtbaumeister, nämlich Claus Stallknecht (1681–1734) aus dem schleswigschen Angeln, der die Neuanlage Altonas unter Beibehaltung des alten Straßengrundrisses plante und beaufsichtigte. Bereits im April 1713 wurde begonnen, die ersten 100 Häuser – allesamt aus Stein – zu errichten; gleichzeitig entstanden Gericht, Gefängnis und eine „Akzise-Einnehmerbude“ (Steuerzahlstelle) neu. Im Februar 1714 entließ der Oberpräsident die bisherigen Magistratsmitglieder „wegen Unfähigkeit, Korruption und Trunksucht“ (und setzte bis zu seiner eigenen Demissionierung auch keinen Bürgermeister mehr ein); im selben Jahr wurde der Schiffsanleger an der Elbe wieder errichtet, 1715 der Rathaus- und der Fischmarkt erweitert und 1716 mit dem Bau des von Stallknecht im barocken Stil entworfenen Rathauses begonnen (fertiggestellt 1721). An Altonas einstiger und heutiger Prachtstraße, der Palmaille, die zwischenzeitlich völlig heruntergekommen und nur noch von Reepschlägern zum Seildrehen genutzt worden war, ließ Reventlow 1717 vier Lindenreihen pflanzen und beidseitig Fahrwege anlegen, um eine „publike Allee“ zu schaffen. Im Ergebnis dieser und der hierunter genannten Maßnahmen zählte das weitgehend zerstörte Altona schon 1720 wieder so viele Bewohner wie vor den beiden Bränden.

## Verwaltungsmodernisierer und Wirtschaftsförderer
Reventlow hat vor allem in den ersten zehn Jahren seiner Oberpräsidentschaft eine Fülle von Verordnungen erlassen und kommunale Zuständigkeiten geschaffen, die heute zum großen Teil als normal erscheinen, dies aber im frühen 18. Jahrhundert in den Städten Nordmitteleuropas keineswegs waren:
- Für Neubauten wurde eine maximal 20-jährige Abgabenfreiheit gewährt, um den Wiederaufbau zu fördern.
- Die obligatorische Anmeldung und Genehmigung von Bauten sowie die Festlegung von Baufluchten können als Vorläufer der heutigen Bauplanung, -beratung und -aufsicht gelten.
- Erstmals wurde in Altona ein Grundbuch angelegt.
- Für die regelmäßige Straßenreinhaltung und Unratbeseitigung (Verordnung, wie es mit Reinigung der Gassen in der Stadt Altona zu halten sey vom 22. Februar 1714) wurde ein privater Fuhrmann verpflichtet und aus der Stadtkasse bezahlt.
- An die Stelle der freiwilligen und privaten trat die verpflichtende Gebäudeversicherung bei der städtischen Brandkasse (General-Feuer-Ordnung vom 18. September 1714), aus der später die schleswig-holsteinische Landesbrandkasse hervorging.
- Zur Verbesserung der hygienischen Verhältnisse wurde eine dann privat betriebene Brunnengesellschaft gegründet und konzessioniert (1722; sie bestand bis 1854).
- Außerdem führte Reventlow die Meldepflicht für Stadtfremde und eine Polizeistunde ein und traf Anordnungen über den geregelten Postverkehr.

Bereits die königlichen Privilegien vom 18. März 1713 enthielten Konkurrenzvorteile für die Altonaer Wirtschaft: die Zunftfreiheit von 1664 wurde bestätigt, Exporte in das dänische Kernland und die Herzogtümer Holstein und Schleswig blieben weitgehend zollfrei, ebenso waren Einfuhren über den Altonaer Hafen begünstigt – und auch wenn diese Rechte ab etwa 1725 eingeschränkt wurden, um die Stellung der Hauptstadt Kopenhagen auszubauen, trugen sie ebenso dazu bei, dass die folgenden Jahrzehnte als Blütezeit der Stadt bezeichnet werden, wie weitere, von Reventlow selbst veranlasste wirtschaftliche Maßnahmen: die Verbesserung der Infrastruktur wurde zur öffentlichen Regelaufgabe, was sich beispielsweise an der Neupflasterung von Straßen und Gassen, der Anlage eines neuen Hafenbeckens („Holzhafen“, 1722–1724) und der Errichtung einer Lateinschule (dem späteren „Christianeum“, Baubeginn 1721) ablesen lässt.

## Das Reventlowsche Armenstift
Reventlow hat aber nicht nur in seinem Amt, sondern auch mit seinem privaten Vermögen Spuren in Altona hinterlassen: er stiftete 7.000 Taler, mit denen auf städtischem Grund zwischen Palmaille und späterer Königstraße 1713 bis 1718 ein Waisenhaus, Armenwohnungen und eine kleine Kirche (ab 1745 Heiliggeistkirche genannt) gebaut wurden. Wenngleich dieses Armenstift nach seinem Tod in gerichtlicher Erbauseinandersetzung der Stadt Altona zugesprochen wurde (1739), ist der Gründer auch in der Gegenwart noch im Stadtbild präsent: die „Gräflich-Reventlowsche Armenstiftung“, 1883 an die heutige Bernstorff-/Thadenstraße in Altona-Altstadt verlegt und inzwischen ein Altenwohn- und -pflegeheim, trägt noch den Namen „Reventlow-Stift“.